# Vârloveni
Vârloveni – wieś w Rumunii, w okręgu Ardżesz, w gminie Cotmeana. W 2011 roku liczyła 49 mieszkańców.